# Objazda (województwo pomorskie)
Objazda (kaszb. Òbjazda, niem. Wobesde) – wieś w Polsce położona w województwie pomorskim, w powiecie słupskim, w gminie Ustka.
Wieś jest siedzibą sołectwa Objazda, w którego skład wchodzą również miejscowości Bałamątek i Kolonia Objazda.
W latach 1973–1976 miejscowość była siedzibą gminy Objazda. W latach 1975–1998 miejscowość położona była w województwie słupskim.
Bardzo stara osada słowińska. W miejscowości działało Państwowe Gospodarstwo Rolne.
Na uboczu wsi znajduje się Szkoła Podstawowa im. Ludzi Morza.

## Nazwa
Nazwa kulturowa o pochodzeniu słowiańskim, derywowana od psł. rzeczownika pospolitego *ob-ězda „miejsce, które należy objechać, okrążyć”. Friedrich Lorentz odnotował słowińskie (pomorskie formy gwarowe: Vɵbjãzdă, Ṷob́azda wraz z nazwami mieszkańców: Vʉ̀ɵ̯bježǯȯu̯n, Vʉ̀ɵ̯bježǯȯu̯nkă „objeżdżanin, objeżdżanka”. Nazwa niemiecka Wobesde jest adaptacją fonetyczną nazwy słowiańskiej.
Rada Języka Kaszubskiego proponuje kaszubską formę nazwy Òbjazda.

## Zabytki
- kościół szachulcowy murowany z 1606, przebudowany na przełomie XIX i XX w. z barokowym hełmem wieży z dzwonowym hełmem[14].
- pałac z lat 1895–1897, piętrowy, wybudowany w miejscu starszego dworu, jednoskrzydłowy, podwyższony w narożu o dodatkową kondygnację wieży ze ściętym hełmem czterospadowym. W otoczeniu park i zabudowania folwarczne, gorzelnia i kuźnia[15].

Obiekt o znaczeniu historycznym:
- pomnik w kształcie ławy z reliefami ku czci poległych podczas I wojny światowej;

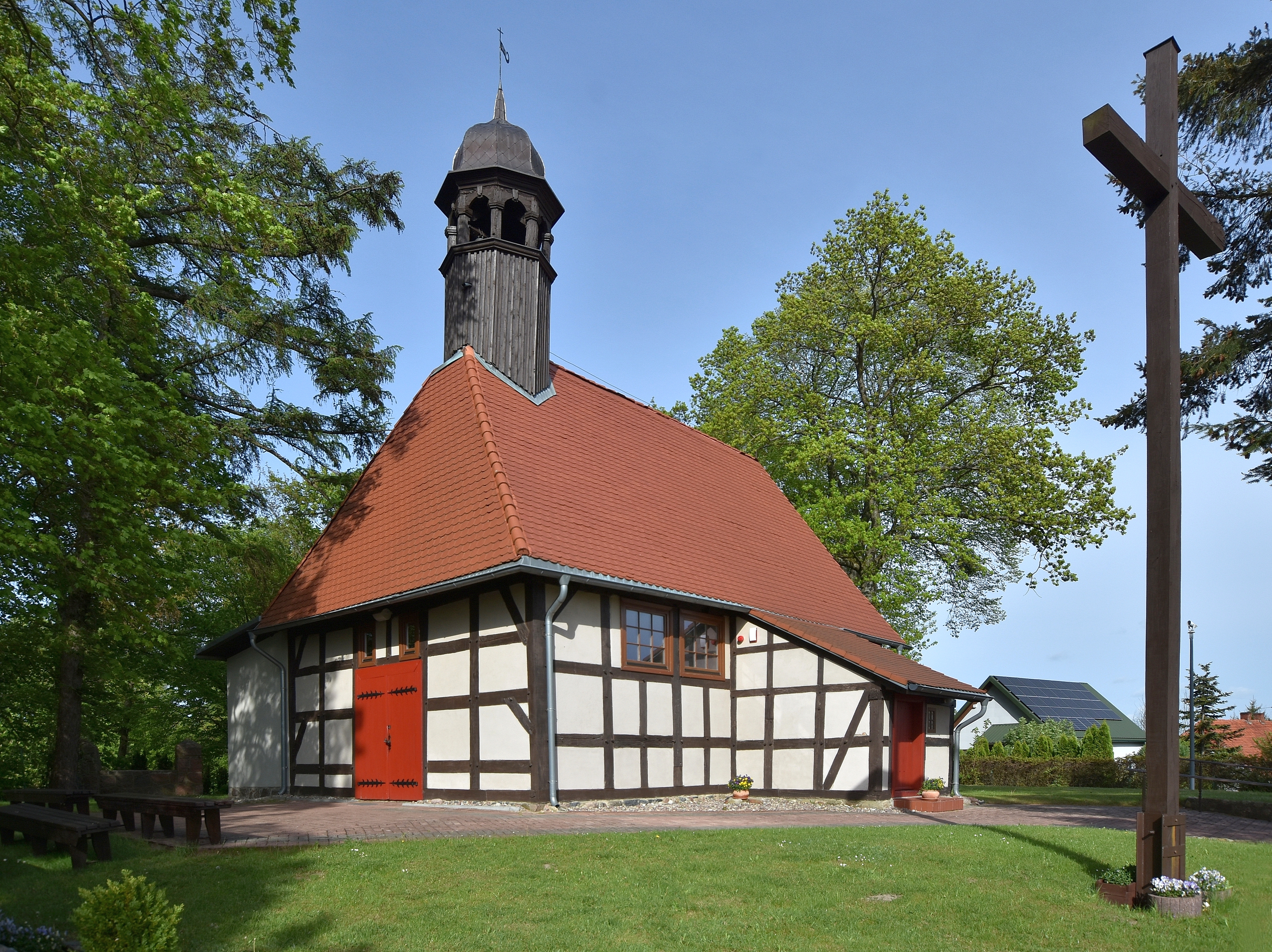
Dawny kościół ewangelicki
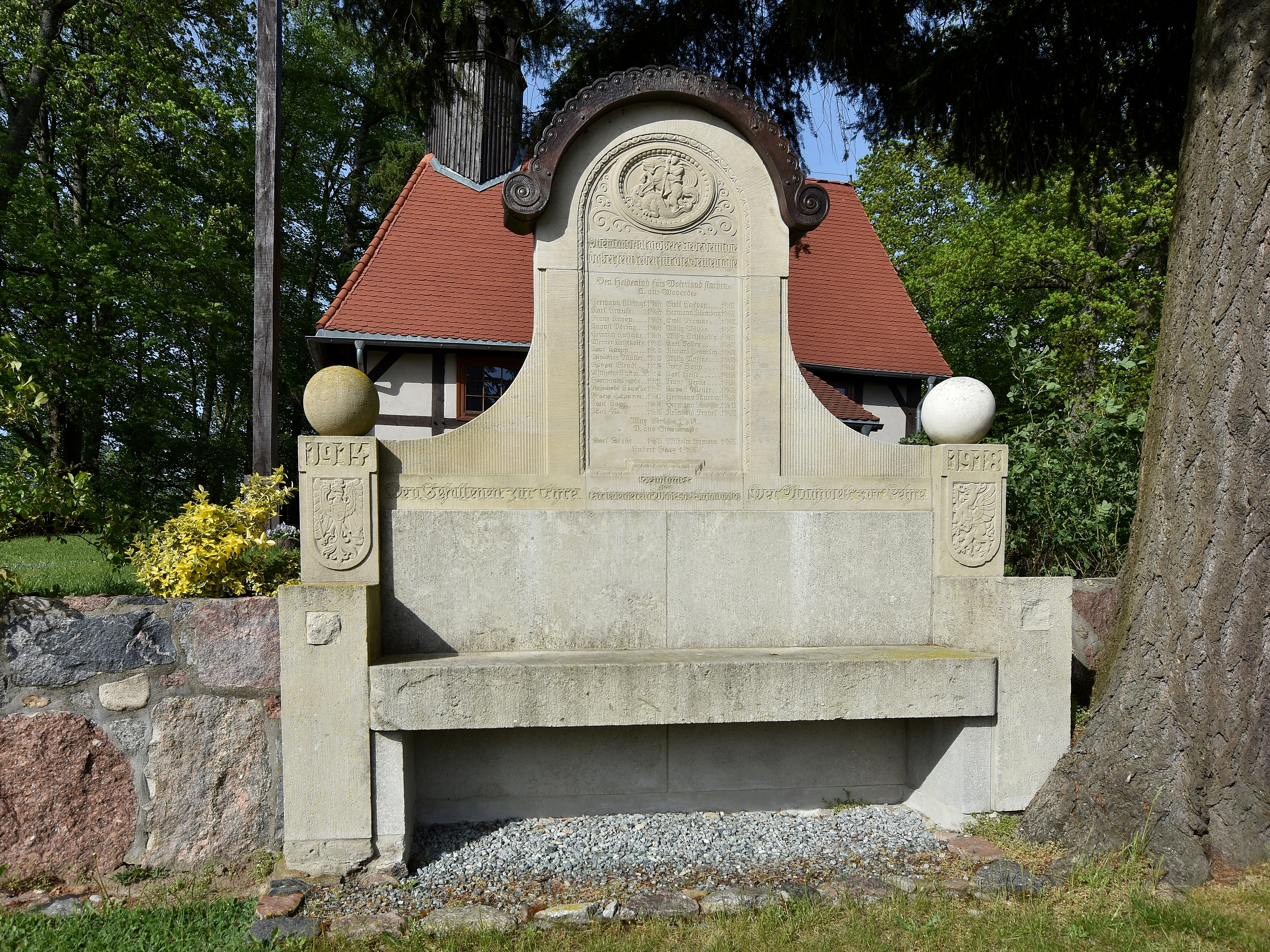
Pomnik poległym w I wojnie światowej
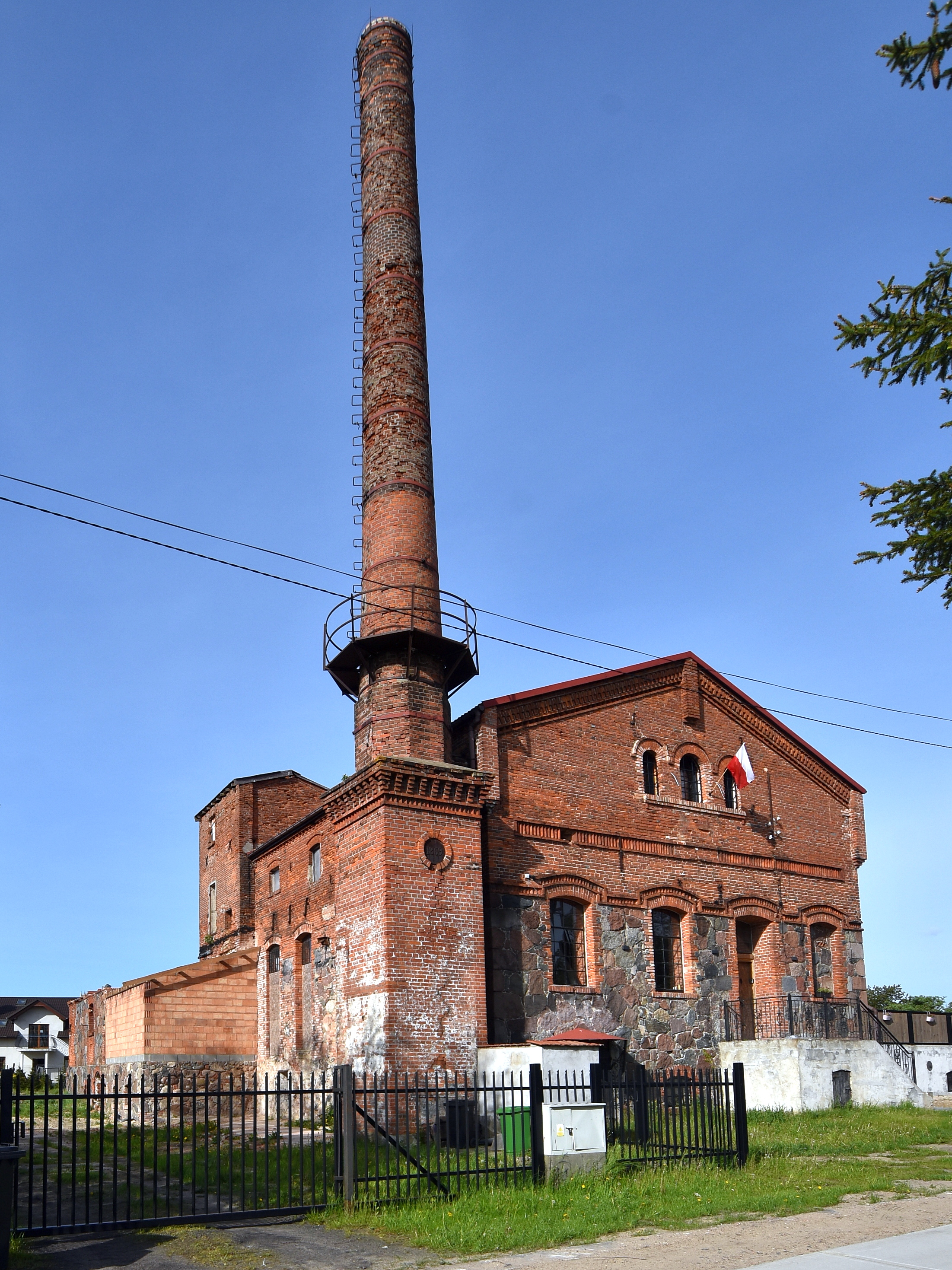
Gorzelnia (funkcjonowała w latach 1869–1989)